# اوکاموور
اوکاموور (به انگلیسی: Oakamoor) یک روستا و محله مدنی در بریتانیا است که در استافوردشر مورلندز واقع شده‌است. اوکاموور ۵۹۳ نفر جمعیت دارد.